# Пирана 3D
Пирана 3D (енгл. Piranha 3D) амерички је природни хорор филм са елементима комедије из 2010. године, режисера Александра Аже, са Елизабет Шу, Стивеном Р. Маквином, Адамом Скотом, Џеријем О'Конелом, Џесиком Зор, Кели Брук, Вингом Рејмсом, Кристофером Лојдом, Рајли Стил, Дајном Мајер и Ричардом Драјфусом у главним улогама. Представља лабави римејк филма Пирана (1978), који је режирао Џо Данте, као и четврто остварење у овом филмском серијалу.
Филм је премијерно приказан 20. августа 2010. Остварио је комерцијални успех и добио претежно позитивне оцене критичара. На сајту Ротен томејтоуз оцењен је са 74%. Многи критичари га наводе као један од ретких примера добро одрађених римејкова хорор филмова.
Две године касније снимљен је наставак под насловом Пирана 3DD.

## Радња
Након што мали земљотрес погоди језеро Викторија у Аризони, из понора се појављују праисторијске пиране, које се хране људским месом. Шериф Џули Форестер покушава да заштити становнике свог града од напада пирана.

## Улоге
| Глумац           | Улога                |
| ---------------- | -------------------- |
| Елизабет Шу      | шериф Џули Форестер  |
| Стивен Р. Маквин | Џејк Форестер        |
| Адам Скот        | Новак Радзински      |
| Џери О'Конел     | Дерик Џоунс          |
| Џесика Зор       | Кели                 |
| Кели Брук        | Дани                 |
| Винг Рејмс       | заменик шерифа Фалон |
| Рајли Стил       | Кристал              |
| Кристофер Лојд   | Карл Гудман          |
| Дајна Мајер      | Паула                |
| Ричард Драјфус   | Мет Бојд             |
| Рикардо Чавира   | Сем Монтез           |
| Илај Рот         | водитељ              |